# Quedius auricomus
Quedius auricomus – gatunek chrząszcza z rodziny kusakowatych i podrodziny kusaków.
Gatunek ten opisany został po raz pierwszy w 1850 roku przez Ernsta Hellmutha von Kiesenwettera. Jako miejsce typowe wskazano wschodnie Pireneje.
Chrząszcz o wydłużonym ciele długości od 4 do 5 mm. Głowa jest owalna, błyszcząco czarna z całkowicie brunatnożółtymi  czułkami i głaszczkami. Wyposażona jest w wielokrotnie dłuższe od skroni, zajmujące niemal całe jej boczne powierzchnie oczy. Czułki mają człon pierwszy krótszy niż dwa następne razem wzięte. Na czole znajdują się po dwa punkty przednie i tylne; brak jest punktów dodatkowych między przednimi, natomiast między punktami tylnymi a tylnym brzegiem głowy występuje jeden punkt dodatkowy. Przedplecze jest wypukłe, błyszcząco czarne. Na powierzchni czarnej tarczki brak jest punktowania. Pokrywy są połyskująco czarne, wypukłe, pokryte mikrorzeźbą i luźno rozmieszczonymi, dużymi punktami. Odnóża są brunatnożółte z żółtymi goleniami ostatniej pary. Odwłok jest czarny. Na tergitach oprócz owłosienia czarnego występują duże kępki złocistych włosków przy ich bocznych krawędziach.
Owad ten zasiedla góry oraz pagórkowate tereny niżej położone. Bytuje wśród wilgotnych mchów w sąsiedztwie potoków, strumieni, źródlisk i wodospadów.
Gatunek palearktyczny, europejski, znany z Irlandii, Wielkiej Brytanii, Francji, Belgii, Holandii, Niemiec, Szwajcarii, Austrii, Danii i Estonii. 